# Lepus capensis
La lepre del Capo o lepre africana (Lepus capensis, Linnaeus 1758) è un mammifero lagomorfo appartenente alla famiglia dei Leporidi. La specie, originaria dell'Africa, ha una larga diffusione con un areale che si estende oltre i confini naturali del continente africano.

## Descrizione
La lepre del Capo ha un corpo slanciato con coda folta e piedi posteriori lunghi e robusti. Il capo è allungato, con orecchie molto grandi, lunghe 12-14 cm, nere all'estremità, occhi grandi, bruno-rossastri. La pelliccia è fulvo-brunastra con tonalità nere sul dorso e biancastre sulle parti ventrali.

## Biologia
Grazie alla conformazione delle zampe posteriori è un eccezionale corridore e saltatore. Può raggiungere una velocità di 80 km/h e spiccare salti in avanti lunghi oltre 2 metri. Inoltre è capace di arrampicarsi e nuotare.

### Alimentazione
Animale erbivoro per eccellenza, si nutre esclusivamente di vegetali con una dieta estremamente variabile, secondo le condizioni ambientali.

### Riproduzione
Una femmina di L. capensis può dare, secondo le condizioni ambientali, da 1 a 3-4 parti l'anno, con figliate di 1-7 piccoli. La gravidanza dura 42 giorni e le nascite si distribuiscono da marzo a ottobre. Gli accoppiamenti si concentrano nella prima metà dell'anno e hanno luogo nelle ore più calde del giorno.
I piccoli sono allattati per circa 3 settimane, ma durante questo periodo iniziano ad alimentarsi anche con vegetali. A un mese di età sono del tutto autonomi. La maturità sessuale è raggiunta in 7-9 mesi.

## Distribuzione e habitat
L'areale della lepre del Capo abbraccia l'intero continente africano, estendendosi ad alcune regioni dell'Europa meridionale, all'Asia occidentale, centrale e meridionale (esclusa la Cina). La specie è stata inoltre introdotta in Australia.
L'habitat della lepre del Capo è estremamente vario: il suo areale comprende infatti regioni sia temperate sia tropicali, umide o secche, dal livello del mare fino a 4000 metri di altitudine. In generale vive in spazi aperti con vegetazione prevalentemente erbacea o erbacea-cespugliosa (prati, pascoli, campi coltivati), spesso in prossimità di macchie e boscaglie. Può tuttavia ritrovarsi anche in ecosistemi costieri presso spiagge, stagni costieri, lagune, oppure nei deserti.
In merito alle popolazioni europee, c'è disaccordo sulla posizione della specie Lepus granatensis (Rosenhauer, 1856), presente nella Penisola iberica. Secondo alcuni Autori, in Spagna e Portogallo sarebbe presente solo la specie L. capensis, perciò L. granatensis dovrebbe essere considerata una sottospecie della lepre africana (L. capensis granatensis). Le ricerche sulle relazioni filogenetiche del L. granatensis con le specie europee (Lepus timidus e Lepus europaeus) e con quella africana (L. capensis) lasciano ancora margini d'incertezza sull'esatta collocazione tassonomica e l'orientamento attuale è quello di considerarla specie distinta.
L'altra popolazione europea, comunemente chiamata lepre sarda, è attualmente classificata come sottospecie distinta della lepre africana (Lepus capensis mediterraneus Wagner, 1841). Questa popolazione è strettamente collegata, dal punto di vista filogenetico, alle popolazioni di L. capensis del Marocco e della Tunisia. Sulla base di queste correlazioni filogenetiche e della marcata variabilità del L. capensis nell'ambito del suo vasto areale, secondo alcuni Autori la popolazione sarda dovrebbe essere elevata al rango di specie.

## Tassonomia
La collocazione sistematica della specie è incerta e controversa a causa del vasto areale in cui è distribuita e della notevole variabilità genetica che si riscontra fra le diverse popolazioni. Ad esempio, fra le popolazioni di L. capensis capensis del Sudafrica e quelle di L. saxatilis del Mozambico è stata riscontrata una correlazione genetica più stretta di quella che intercorre fra la sottospecie sudafricana e le popolazioni di L. capensis della Sardegna e del Nordafrica. Diversi Autori sono orientati ad una revisione della specie con l'elevazione ad un rango superiore (superspecie) in cui comprendere le attuali sottospecie al rango di specie. La letteratura riporta in ogni modo discordanze sulla identità di alcune sottospecie, come la tibetanus e l'habessinicus, che diverse fonti elevano al rango di specie (L. tibetanus e L. habessinicus).